# Terminal Central de Autobuses Puerto Vallarta
La Terminal Central de Autobuses de Puerto Vallarta, más conocida como la Central Camionera de Puerto Vallarta, es una de las terminales de autobuses foráneos de pasajeros que operan en esta ciudad, con destinos que van hacia las más importantes ciudades de México, incluyendo también algunos destinos al sur de este puerto turístico. Las principales líneas nacionales que ofrecen sus servicios de esta terminal son el Grupo Estrella Blanca, Grupo IAMSA, Grupo Flecha Amarilla;  entre algunas otras que ofrecen servicios de primera clase, del tipo ejecutivo, y de lujo.

## Ubicación
La Terminal Central de Autobuses Puerto Vallarta se encuentra en la Carretera Puerto Vallarta–Tepic a nueve kilómetros entre Palma Real y Las Palmas, al sur del Aeropuerto Internacional de Puerto Vallarta.
Su dirección registrada es: Bahía de Sin Nombre #363, Guadalupe Victoria, C.P.: 48317, Puerto Vallarta, Jalisco.

## Historia
Desde que se inauguró en diciembre del año 1997 la Terminal Central de Autobuses Puerto Vallarta es una de las terminales de autobuses foráneos de pasajeros más importante que operan en esta ciudad, con las llegadas y salidas de las más importantes ciudades en el centro de México, el norte e incluso los destinos al sur de este puerto turístico. Ella cuenta con servicios básicos como baños, cabinas telefónicas, sala de espera climatizada, estacionamiento para automóviles y motocicletas, central de taxis y 10 locales comerciales.

## Destinos
| Líneas de Autobuses         | Destinos |
| --------------------------- | --- |
| Autobuses Futura            | Acapulco Central Lujo, Acapulco Ejido, Aguascalientes, Bucerias, Chilpancingo, Cuernavaca E.Blanca, Guadalajara, Irapuato, La Peñita de Jatemba, Lagos de Moreno, Las Varas, Lázaro Cárdenas, Manzanillo, Melaque, Ciudad de México Norte, Ciudad de México Sur, Mezcales, Monterrey Central, Querétaro Central, Saltillo, San Juan de los Lagos, San Luis Potosí, Tampico, Tecomán, Tepic, Zacatecas, Zihuatanejo.                                                                                               |
| Transportes Chihuahuenses   | Aguascalientes, Ciudad Camargo, Ciudad Delicias, Ciudad Jiménez, Ciudad Juárez, Ciudad Meoqui, Chihuahua, Fresnillo, Gómez Palacio, Guadalajara, Juan Aldama, La Penita de Jatemba, Mezcales, Pistolas Meneses, Río Grande, Sonoyta, Tepic, Torreón, Zacatecas. |
| Transportes del Pacífico    | Acaponeta, Aguascalientes, Bucerias, Chapalilla, Chula Vista, Compostela, El Testarazo, Guadalajara, La Peñita de Jatemba, Las Juntas, Las Lomas, Las Piedras, Las Varas, Lo de Marcos, CDMX Norte, CDMX Sur, Mezcales, Monteon, Peñitas, Puerta de Lima, Querétaro Central, Rincón de Guayabitos, San Pancho, Tepic, Úrsulo Galvan, Villa Morelos, Xalisco. |
| Transportes Norte de Sonora | Bucerias, Chula Vista, La Peñita de Jatemba, Las Juntas, Las Lomas, Las Varas, Lo de Marcos, Mezcales, Monteon, Platanitos, Puerta de Lima, Rincón de Guayabitos, San Blas, San Pancho, Úrsulo Galvan, Villa Hidalgo, Villa Morelos, Zacualpan. |
| Primera Plus                | Aguascalientes, Atlacomulco, Autlán de Navarro, Campo Costa, Celaya, Cihuatlan, Cruz Roja, El Super, El Tuito, Guadalajara, Guadalajara Tren Ligero, Guanajuato, Irapuato, La Huerta, La Peñita de Jaltemba, León, Manzanillo, Melaque, CDMX Norte, Mezcales, Morelia, Morelos, Nuevo Vallarta, Pino Suárez, Puerto Vallarta Centro, Queretaro Central, San Luis Potosí, Santiago, Tlaquepaque, Toluca Central, Tomatlán, Unión de Tula, Uruapan, Zapopan.                                                        |
| Servicios Coordinados       | Abasolo, Acámbaro, Aguascalientes, Amealco, Arandas, Autlán de Navarro, Casimiro Castillo, Celaya, Cihuatlán, Guadalajara, Guanajuato, Irapuato, La Huerta, León, Manzanillo, Melaque, CDMX Norte, Mezcales, Morelia, Morelos, Pino Suárez, Querétaro Central, San Luis Potosí, Santiago, Tomatlán, Uruapan, Zapopan. |
| Flecha Amarilla             | Abasolo, Acámbaro, Aguascalientes, Amealco, Armería, Arandas, Autlán de Navarro, Casimiro Castillo, Celaya, Cihuatlan, El Tuito, Guadalajara, Guanajuato, Irapuato, La Barca, La Huerta, Lagos de Moreno, León, Manzanillo, Mazamitla, Melaque, CDMX Norte, Mezcales, Morelia, Patzcuaro, Pino Suárez, Querétaro Central, Quiroga, Salvatierra, San Luis Potosí, San Juan de los Lagos, Santiago, Tomatlán, Uruapan, Zapopan.                                                                                     |
| ETN Turistar Lujo           | Aguascalientes, Durango, Guadalajara, Gómez Palacio, León, CDMX Norte, CDMX Sur, Mazatlán, Riviera Nayarit, Puebla CAPU, Queretaro Central, Toluca Central, Torreón, Tepic, Zapopan. |
| Omnibus de México/Plus      | Agua Prieta, Altar, Angamacutiro, Caborca, Cananea, Ciudad Obregón, Culiacán, Empalme, Guadalajara, Guamuchil, Guasave, Guaymas Terminal TAP, Zapopan, Hermosillo, Hermosillo Terminal TAP, Hermosillo El Gallo-SUR, La Penal, La Piedad, Los Mochis, Magdalena de Kino, Mazatlán, Mexicali, Ciudad de México Norte, Mezcales, Morelia, Navojoa, Nogales Central TAP, Nuevo Vallarta, Penas, Puerto Peñasco, Puruandiro, Santa Ana, San Luis Río Colorado, Sonoyta, Tepozotlán, Tijuana, Tepic, Uruapan, Zapopan. |

## Transporte público de pasajeros
- Servicio de Taxis (Área de la terminal)
- Servicio Colectivo Urbano  (Rutas 11, 12, 13, y A.T.M)
- Servicio Colectivo de Buses Locales
- Servicio Colectivo Nocturno (también llamados "búhos nocturnos")